# Дзяди (поема)
«Дзя́ди» (пол. Dziady) — поетична драма польського поета Адама Міцкевича, один з найбільших творів як польського, так і європейського романтизму. Поет почав писати її в 1823 році, але так і не закінчив до кінця свого життя. Публікувалася з 1823 по 1860 роки.
Цикл складається з трьох непов'язаних між собою частин та першої частини, яка була незавершена та опублікована посмертно:
- Дзяди, частина II — драма 1823 року
- Дзяди, частина IV — драма 1823 року
- Дзяди, частина III — драма 1832 року
- Дзяди, частина I — драма, опублікована посмертно в 1860 році (незавершена)

Крім драм, до II частини входить поема «Привид», яка спершу публікувалася окремим твором, а до III частини входить розлогий «Уривок» – епічний коментар до образу царської Росії, що закінчується відомою поемою «До друзів-москалів».
Елементом, який з'єднує всі частини, є ритуал Діди, докладно викладений у частині II, згаданий Густавом у частині IV та який відбувається у сцені IX, ч III. Твір сповнений автобіографічних моментів та ідей романтизму, зокрема польського, пов'язаного із національно-визвольною боротьбою проти російського загарбника.
Повний український переклад поеми здійснив поет-перекладач Віктор Гуменюк 2022 року.

## Історія створення

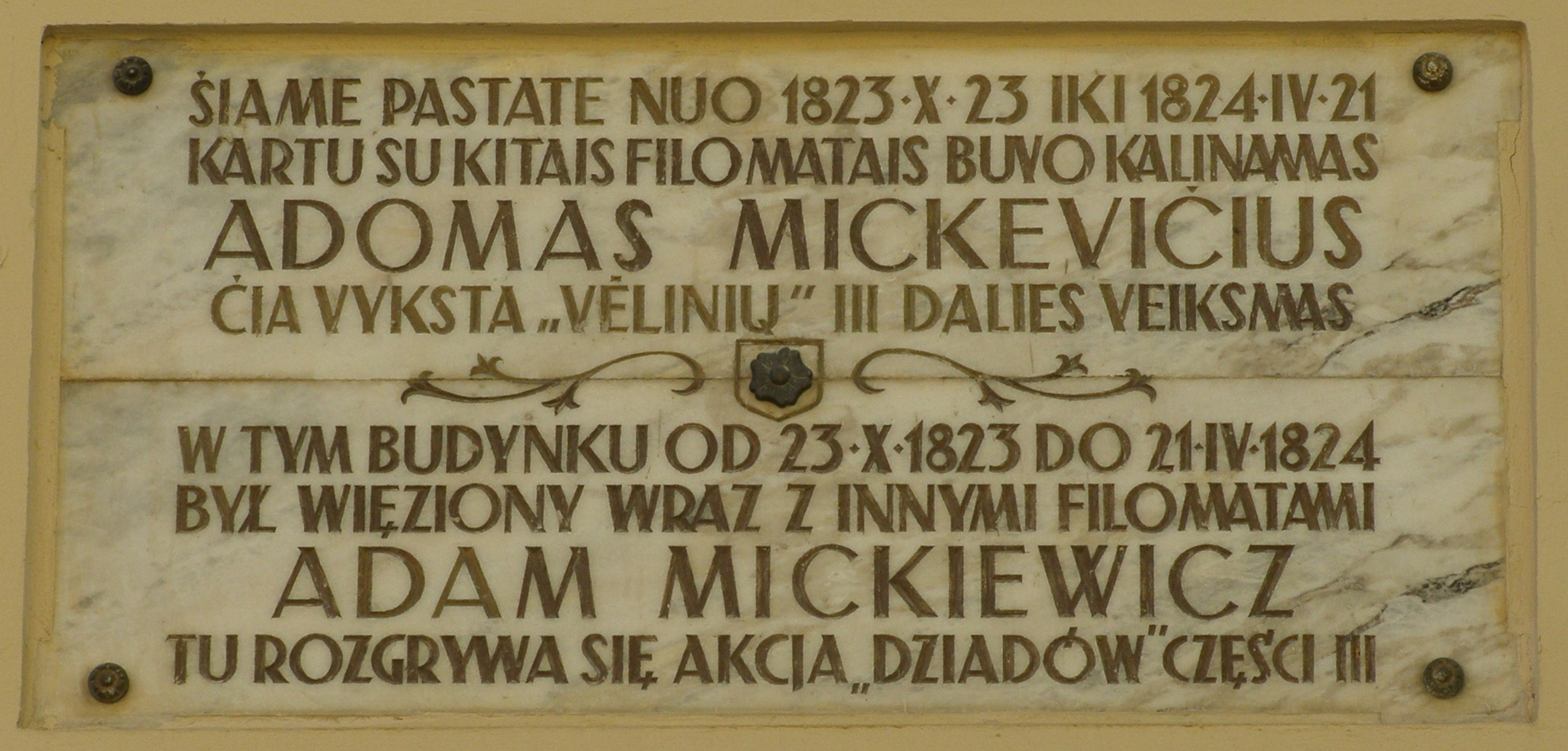
Пам'ятна дошка на Василіанському монастирі у Вільнюсі, де Міцкевич був ув'язнений між 1823 і 1824 рр.

Поема була написана після провалу Листопадового повстання, події, яка мала величезний вплив на автора. Головний герой драми пише на стіні «Сьогодні Густав помер, сьогодні народився Конрад». Конрад — ім'я з попереднього роману Міцкевича «Конрад Валленрод». Валленрод був героєм, який пожертвував своїм життям і щастям заради батьківщини. Назва драми пов'язана з давнім слов'янським та литовським святом Дзяди, (вшануванням пам'яті померлих).
Над поемою «Дзяди» Адам Міцкевич працював усе життя, але так і не довершив її.
Під час польської політичної кризи 1968 року п'єса була заборонена.

## Композиція
Драма складається з чотирьох частин, що утворювались у такій послідовності: II, IV, I, III, і додаток до III частини. У поемі Міцкевич змальовує два світи, два ворожі табори: непокірна, прогресивна польська молодь солідарна з революційною Росією, і її вороги. Частини I, II і IV зазнали впливу готичної фантастики та поезії Байрона. Частина III написана на десять років пізніше інших і дуже відрізняється від них. Перша частина присвячена слов'янському святу поминання померлих на Дзяди, яке відзначається на території сучасної Білорусі.

## Зміст
Друга частина «Дзядів», хронологічно перша, була написана в 1820—1821 роках, у вільнюсько-каунаський період життя Адама Міцкевича (звідси термін «Дзяди Вільнюс-Каунаські»). Вперше опубліковано у II томі «Поезії». Твору передує поема-балада «Упир» (Upiór).
Дія відбувається на свято Задушниці вночі. В каплиці зібралася група селян, для поминання предків. Обряд очолює Віщун. Селяни прикликають душі, які перебувають у чистилищі, щоб полегшити спокуту ними гріхів. На заклик з'являються душі померлих у подобі янголів. Наприкінці несподівано з'являється привид пана, через якого люди померли з голоду. За вікнами каплиці лунає пісня птахів, які викривають його злочини. Потім виникає примара, що не реагує на слова присутніх людей. Примара підходить до селянки та вказує на своє поранене серце. Появу примари пояснює поема Міцкевича «Упир». Це самогубця, покараний тим, що повинен переживати свої страждання у світі живих щороку. Це страждання пов'язане з нещасливим коханням і життям серед людей, які не розуміли самогубцю.
Четверта частина «Дзядів», хронологічно друга, була написана в 1821—1822 роках і опублікована в другому томі «Поезій». Разом із частиною другою вона називається «Дзяди Вільнюс-Каунаські». Це любовна драма, в якій головним героєм є нещасний коханець Густав. Дія твору відбувається в день помилування душ з дев'ятої години вечора до півночі, у будинку священика, який був у минулому вчителем головного героя.
Особистість Гюстава сформувалася під враженням від «Нової Елоїзи» Руссо та «Страждань молодого Вертера» Гете. Він у захваті від своєї коханої марилі, що постає для нього наче надприродна істота. Однак, її видали за багатого й титулованого чоловіка, а Густав впав у відчай. Він переживає моменти піднесення, любовних страждань і ревнощів. Густав розповідає свою історію, сприймаючи священника як втілення раціоналізму, здорового глузду та конформізму. Відповіді священника короткі й афористичні.
Третя й композиційно остання частина драми була написана навесні 1832 року і називається «Дрезденські дзяди» (пов'язана з перебуванням Міцкевича в Дрездені). Вперше опублікована в IV томі «Поезій», а через рік — окремим виданням. Дія відбувається вночі на Різдво у в'язниці біля костьолу. В ній відбувається поєднання політичної, історичної та метафізичної проблематики. Текст уривчастий, а сюжетні лінії не завершені.
Головними героями постають молодий поет Конрад і священник Петро. Священник передбачає майбутнє, в його словах страждання Ісуса порівнюються з жертвою поляків, позбавлених власної державності, та переслідуваних. Однак, у підсумку його бачення майбутнього оптимістичне. Протилежність складає Конрад, гордовитий поет, кинутий до в'язниці. В одній камері з ним перебувають Томаш, Жеготе та інші в'язні. Томаш пояснює, що їх звинувачено за наклепом сенатора Новосильцева, який хоче вислужитися з метою приховати свої пияцтво і крадіжки. Товариші розповідають Жеготе про те, як поляків вивозять до Сибіру. Конрад розуміє, що якщо його вивезуть на чужину, де його слова не буде кому зрозуміти, то він буде все одно, що мертвий. Лишившись на самоті, Конрад міркує, як він міг би впорядкувати світ, якби посів місце Бога. Конрад звинувачує Бога в усьому злі та пишається своїми стражданнями, вірячи, що страждає за цілий народ. Він вимагає від Бога тотального контролю над людьми, встановлення тиранії по всьому світу, хоча його позиція прямо не засуджується. Тим часом за душу поета змагаються янголи та демони. Завдяки втручанню Петра Конрад не встигає надто загордитися і демони програють боротьбу за його душу.
Перша частина «Дзядів» не була ні завершена, ні видана за життя Міцкевича. Ймовірно, твір був написаний на початку 1821 року. Вперше вона була надрукована в короткому викладі найважливіших творів Міцкевича, виданому в Парижі в 1860 році. Містить збірку непов'язаних між собою сцен. Першу частину «Дзядів» одні дослідники вважають початком драми, інші — її закінченням.
Твір включає особу Віщуна, опис поминального ритуалу, а також хор молодих чоловіків і хор парубків.

## На сценах театрів

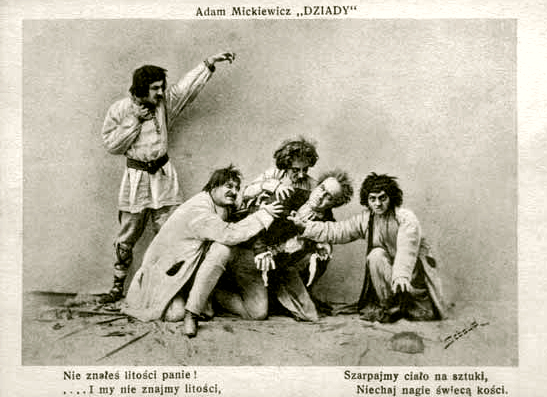
Сцена з поеми «Дзяди». — «Учителю, ви не виявили милосердя!»

У 1901 році в краківському театрі «Мійський» відбулася вистава «Дзяди» у постановці Станіслава Виспянського.
Після захоплення Польщі комуністами нова влада не підтримувала виставу «Дзяди». Після війни до репертуару театрів вистава увійшла в листопаді 1945 року, під час театрального сезону 1945-46 років, у Театрі Мієйського в Ополе.
Через три роки Леон Шиллер розпочав роботу над постановкою «Дзяди» у Варшаві. Прем'єра була запланована на грудень 1948 року, але скасована з політичних причин. Наступна вистава у Польщі відбулась лише після смерті Йосипа Сталіна листопаді 1955 року.
Також виставу поставив Міхал Задара 20 лютого 2016 року з 14 годин до 2 години ночі.
27 травня 2023 року на сцені Івано-Франківського національного академічного драматичного театру імені Івана Франка відбулась прем'єра вистави «Дзяди», яка була створена на основі твору, інтерпретованого до сучасного контексту польською режисеркою Майею Клечевською. Виставу визнали головною театральною подією 2023 року в Польщі. Також вона увійшла до шорт-листа в номінації «За найкращу виставу на перетині театральних жанрів, мистецького синтезу і перформативних форм» Фестивалю-Премії «ГРА». 12 листопада 2024 року, в рамках 7-го Міжнародного форуму Центральної та Східної Європи Via Carpatia, вистава була представлена у Києві, в Залі ім. Героя України Василя Сліпака Національної музичної академії. У вітальному слові перед показом Міністр культури та стратегічних комунікацій України Микола Точицький зазначив, що вистава «Дзяди» – надзвичайно серйозний приклад того, що українці і поляки, коли об’єднані, – перемагають. «Ми мусимо пам’ятати, що Україна сьогодні бореться за нашу і вашу свободу, це залишається спільним меседжем, – підкреслив він. – Твір Адама Міцкевича, який переносить нас із 200-річної давнини до сьогодення – найкраща демонстрація того, що коли ми єдині, ми непереможні»,. У лютому 2025 року, за підтримки Центру діалогу імені Юліуша Мєрошевського, відбулось 5 показів вистави у Варшаві,.

## Українські переклади
Фрагменти твору перекладали Олександр Навроцький, Володимир Александров, Іван Франко, Максим Рильський, Борис Тен, Дмитро Павличко.
Перший український переклад усієї поеми здійснив поет-перекладач Віктор Гуменюк 2022 року. Драма вийшла друком за ініціативи Інституту літератури у Кракові накладом тернопільського видавництва «Крок».
| Польською Serce ustało, pierś już lodowata, Ścięły się usta i oczy zawarły; Na świecie jeszcze, lecz już nie dla świata! Cóż to za człowiek? — Umarły! | Переклад Віктора Гуменюка Струджене серце, груди не зігріті, Стиснуті губи і погляд померклий; Вже не для світу, хоч тут ще, на світі! Що за людина? Померлий! |